# Андронік Давид Валерійович
Давид Валерійович Андронік (рум. David Andronic; нар. 9 липня 1995, Кишинів, Молдова) — молдовський футболіст, нападник.

## Клубна кар'єра
Перебував у системі підготовки футболістів «Динамо» (Москва) та клубу «Дачія» Кишинів (ДЮСШ «Буюкань»). Перша доросла команда — «Дачія-2». Два сезони провів у клубі вищого молдовського дивізіону «Сперанця» (Ніспорени), після чого уклав контракт із литовським «Атлантасом» (Клайпеда), за який виступав у А-лізі. З 2018 року грав за клуб грецької Суперліги «Ламія» та команду Грецької футбольної ліги «Трикала».

### «Ресовія»
Після відходу з «Мілсамі» (Оргієв) 29 січня 2020 року стало відомо, що Давид приєднався до польського клубу «Ресовія» після трьох зіграних товариських матчів за клуб. Однак не минуло й місяця, як клуб оголосив, що він все одно не приєднається до клубу з формально-юридичних причин.

### «Олімпія» (Грудзьондз)
5 червня 2020 року приєднався до «Олімпії» (Грудзьондз).

## Особисте життя
Давид — онук батька Валерія Андроніка — Михайла. За батьківською лінією є частиною футбольної династії Андронік (двоюрідні брати Валерія Андроніка — Ігор, Олег та Георге).